# Silvia Petöová
Silvia Petöová (Pozsony, 1968. szeptember 2. – Pozsony, 2019. május 29.) szlovák színésznő.

## Élete
A Pozsonyi Színművészeti Főiskolán diplomázott. Meghívott művészként fellépett a Szlovák Nemzeti Színházban, az Astorka Korzo ’90 színházban és a nagyszombati színházban. A Markíza televízióban műsorvezetőként dolgozott.

## Filmjei
- Chlapci a chlapi (1988, tv-sorozat, két epizódban)
- Zolík (1988, tv-film)
- Ráno ako pes (1989, tv-film)
- Silnejsí nez já (1991)
- Rodinné tajomstvá (2005, tv-sorozat, két epizódban)
- Ordinácia v ruzovej záhrade (2007–2009, tv-sorozat, négy epizódban)
- Kolonáda (2014, tv-sorozat, egy epizódban)
- Tajne zivoty (2017, tv-sorozat, hat epizódban)